# Хулагу хан
Хулагу хан или Хулегу хан е внук на Чингис хан, син на Толуй и Сорхагтани беки, брат на великите ханове Мунке и Кубилай, предводител на близкоизточния поход на монголите, основател на династията и държавата Илханат (Персия). Той е първият илхан (получава титлата през 1261 г.). Погребан е на остров Шахи на езерото Урмия.

## Биография
Хулагу е син на Толуй, един от синовете на Чингис хан, и на Сорхагтани беки. Сорхагтани успява успешно да помогне на всички свои синове да станат монголски владетели. Хулегу е бил настроен приятелски към християнството, вследствие на това, че неговата майка е била християнка, последователка на несторианството. Любимата съпруга на Хулагу също е била християнка, както и най-близкият му приятел генерал Китбука.
Хулагу е имал най-малко три деца: Абака, втори илхан на Илханата (1265 – 1282), Таракай, чийто син Байду е провъзгласен за илхан през 1295, и Тегудер Ахмад, трети илхан от 1282 – 1284.

## Военни кампании
Братът на Хулагу Мунке е провъзгласен за Велик Хан през 1251. През 1255, Монгке назначава своя брат Хулагу за водач на огромна монголска армия, която има за цел да разруши съществуващите мюсюлмански държави в югозападна Азия. Кампанията на Хулагу включва покоряването на лурите, народ от южен Иран; унищожаване сектата на асасините; подчиняването или унищожаването на Абасидския халифат; подчиняването или унищожението на Аюбидската държава в Сирия; и накрая подчиняването или унищожението на Мамелюкския султанат в Египет. Мунке нарежда на Хулагу да се отнася с добро към тези, които се предадат, и да унищожава тези които не се. Впоследствие Хулагу твърдо се придържа към наредбата на Мунке.

## Кампания в Сирия
След превземането и опустошаването на Багдад и унищожаването на Абасидския халифат през 1258 г., през 1260, монголските войски се обединяват с тези на християнските васали от региона, като армията на Киликийска Армения и франките на Боемунд VI Антиохийски. Тези сили превземат мюсюлманска Сирия, територия на Аюбидската династия. Заедно превземат Халеб и на 1 март 1260 г. под предводителството на генерал Китбука, превземат и Дамаск. Огромна маса от християни отпразнуват събитието в Голямата омаядска джамия, а други джамии са осквернени. Инвазията успява да унищожи Аюбидската династия, която до този момент е упражнявала силно влияние над големи части от Леванта, Египет и Арабия. Последният Аюбидски владетел Ан-Насир Юсуф е убит от Хулагу през 1260. С унищожаването на ислямския център Багдад и превземането на Дамаск, центърът на ислямския свят се премества при египетските мамелюци в Кайро. Намеренията на Хулагу са да продължи на юг през Палестина към Кайро и да започне военни действия срещу мамелюците. Но смъртта на Великия Хан Монгке в края на 1259, изисква от Хулагу да се върне в Каракорум и да се включи в избирането на следващия Велик Хан. Хулагу заповядва връщането на огромната армия, като оставя след себе си само 10 000 монголски конника в Сирия под командването на Китбука, за да държат под монголска власт завладените територии. Войските на Китбука в своите нападения достигат до Аскалон и Йерусалим, като в Газа е поставен гарнизон от 1000 монголци, както и друг гарнизон в днешен Наблус.

### Битката при Айн Джалут (1260)
Египетските мамелюци се възползват от намаляването на войските на Китбука. Кръстоносците, макар и традиционни врагове на мамелюците, решават че монголците са по-голяма заплаха. Започват преговори между мюсюлманите и християните, като на въпрос е дали християнските войски да се присъединят към войските на мюсюлманите срещу монголците, но мюсюлманите не се съгласяват. Вместо това, кръстоносците позволяват на египетските войски да минат северно през териториите контролирани от кръстоносците и да възстановят своите провизии близо до Акра. След това мамелюците влизат в бой с остатъка от монголската армия в Галилея, в битката при Айн Джалут. Мамелюците извоюват решителна победа, Китбука е екзекутиран, а местоположението на битката се превръща в крайна граница на монголските завоевания. След предишни загуби, монголците винаги са се връщали, за да си възвърнат териториите, но те никога не успяват да отмъстят за загубата при Айн Джалут. През остатъка от века, монголците предприемат и други нападения над Сирия, но те не успяват да задържат територия за повече от няколко месеца. Границите на монголския Илханат остават по река Тигър през остатъка от властването на Хулагуидите.

## Късни кампании
Хулагу се връща в земите си през 1262 г. след като неговият брат Кубилай хан е издигнат за Велик хан. Но когато Хулагу събира своите армии, за да атакува мамелюците и да отмъсти за загубата при Айн Джалут, той бива въвлечен във война с брата на Бату хан, Берке. Берке хан, приел исляма, обещава възмездие след ограбването на Багдад от Хулагу и се съюзява с мамелюците. Той провежда серия от нападения в териториите на Хулагу, водени от Ногай хан. Хулегу претърпява жестока загуба след опит за нахлуване на север от Кавказ през 1263 г. Това е първата война между монголци, тя сигнализира края на обединената Монголска империя.

## Монголо-европейски отношения
Хулагу изпраща множество от писма към Европа, в желание да установи франкско-монголски съюз срещу мюсюлманите. През 1262 той изпраща пратеник със съобщение до „всички крале и принцове през морето“, заедно със своя секретар. Но неговият посланик бива пленен от крал Манфред Сицилиански, който е в съюз с мамелюците и в конфликт с папа Урбан IV, и нарежда връщането на посланика.
На 10 април 1262, Хулагу изпраща писмо чрез Джон Унгареца до френския крал Луи IX. Не е ясно дали писмото стига до Париж, след като единственият оцелял ръкопис е във Виена, Австрия. Писмото съдържа информация, че Хулагу има намерения да превземе Йерусалим в полза на Папата и моли Луи да изпрати флот срещу Египет.
Въпреки многото опити, нито Хулагу, нито неговите наследници успяват да формират съюз с Европа.

## Смърт
Хулегу хан умира през 1265 г. и е погребан на остров Шахи на езерото Урмия. Наследен е от неговия син Абака.

## Наследство
Хулагу Хан основава държавата Илханат, и правейки това той постила пътя за Сефевидите и така на модерен Иран. Военните успехи на Хулагу също така отварят пътя на европейското влияние от запад и на Китайското влияние от изток към Иран. Също така, по време на Хулагуидите, иранските историци започват да пишат от арабски на персийски.